# Schlossruine Schrattenberg

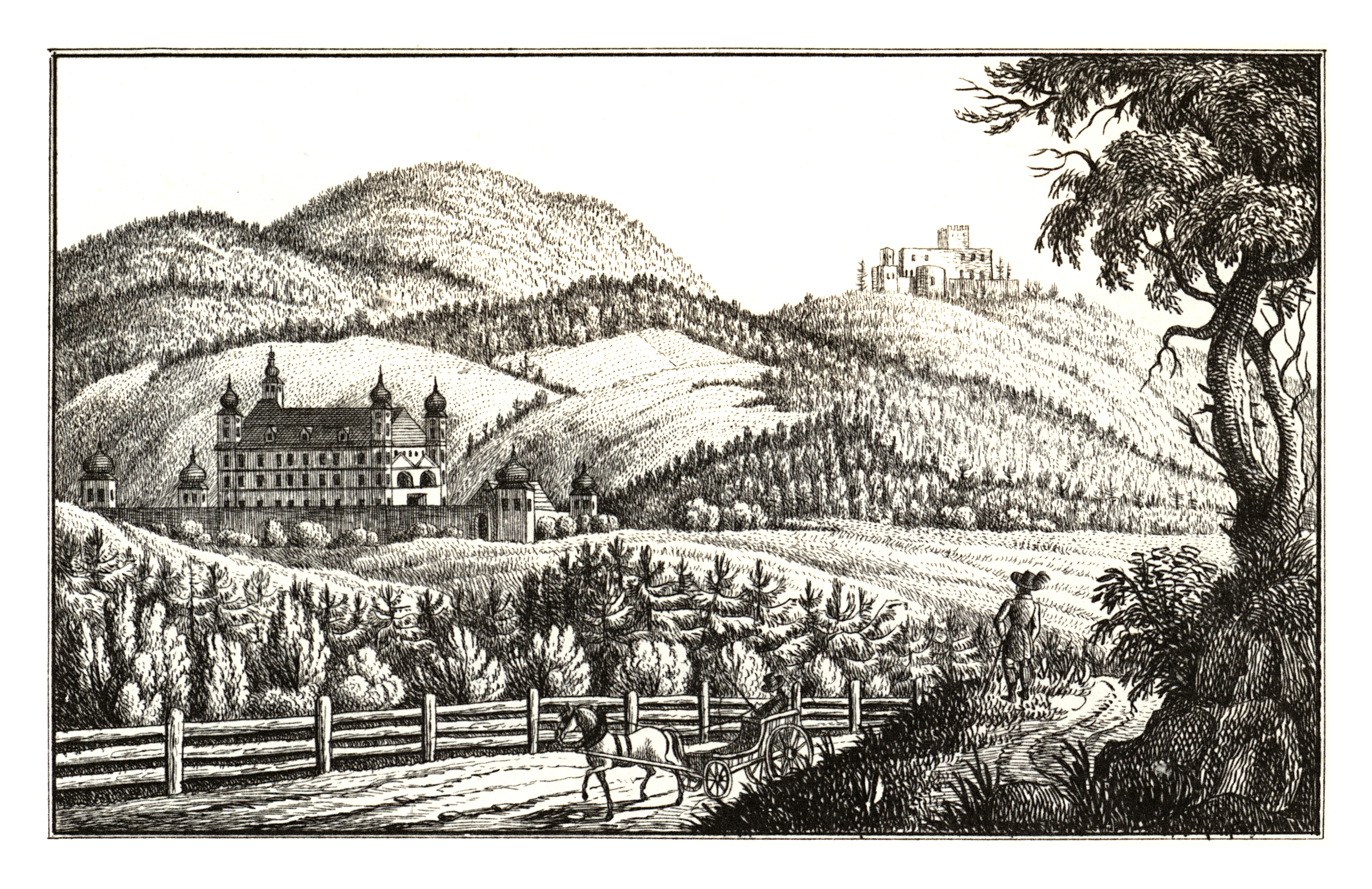
Das hochfürstliche Schwarzenbergische Schloss Schrattenberg um 1830, Lith. Anstalt J.F. Kaiser, Graz

Die Schlossruine Schrattenberg liegt in der Steiermark, wenige Kilometer westlich von Scheifling in deren Gemeindegebiet.

## Geschichte

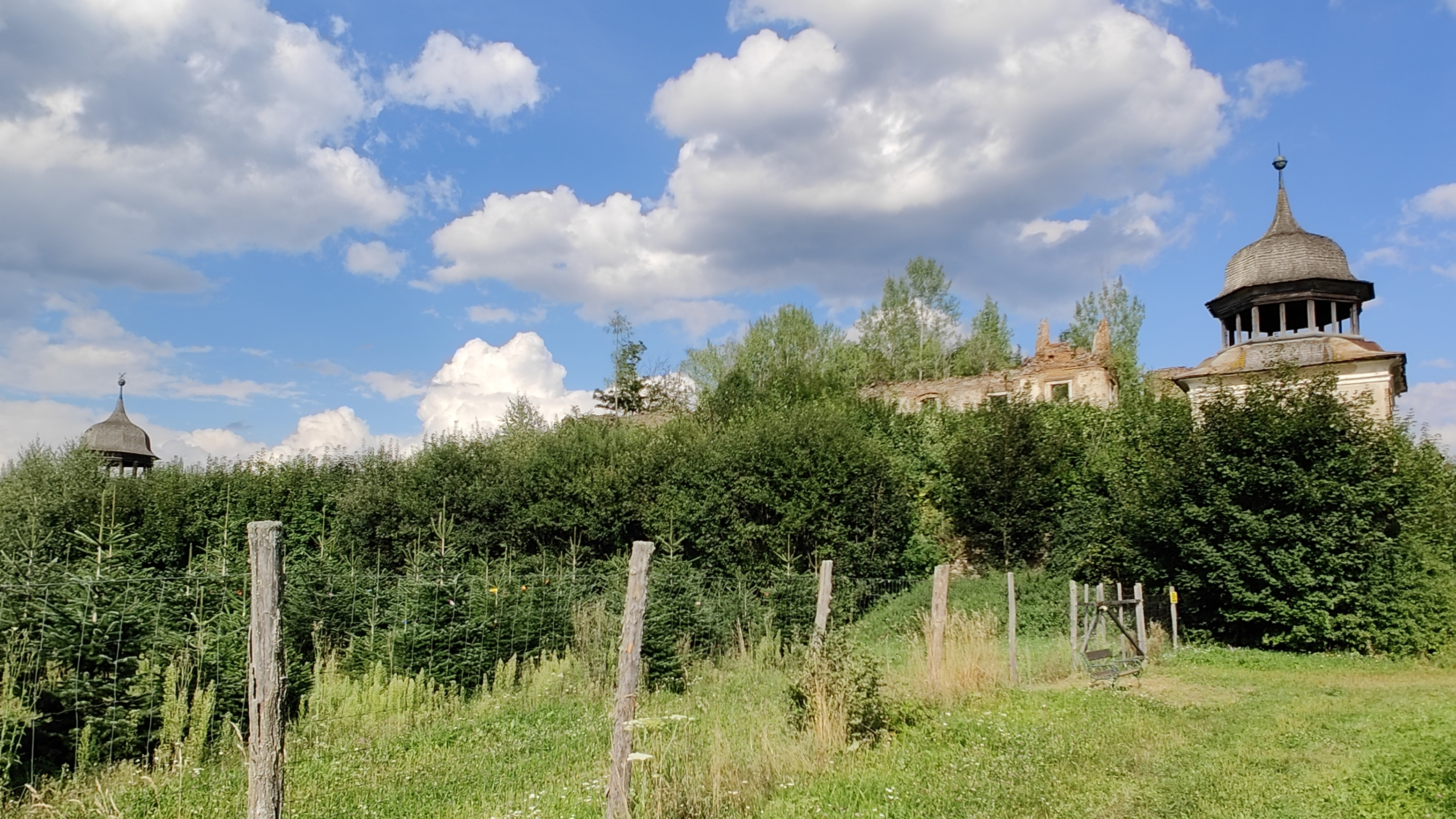
Schlossruine Schrattenberg

Ein vermutlich in der ersten Hälfte des 12. Jahrhunderts errichteter und 1144 erstmals erwähnter einfacher Wehrbau war im Jahr 1162 freies Eigen eines Rantolf, danach und noch im 12. Jahrhundert eines Pernhard und eines Chadilhoch derer von Schrattenberg. Das Geschlecht scheint jedoch Ende des 12. Jahrhunderts ausgestorben zu sein. Das Gut kam dann an die Liechtensteiner, die Angehörige der Familie Teufenbach als Burggrafen einsetzten.
Gegen Ende des 14. Jahrhunderts kam Schrattenberg zur Familie Grym, welche das Anwesen an das Stift St. Lambrecht verkaufte. Bis 1451 blieb der Wehrbau im Besitz des Stiftes, bis es schließlich an Ernst Pranckher ging. Nach mehrfach wechselnden Besitzern – belegt ist beispielsweise, dass die protestantischen Familie Jöbstl es an einen Carl Jocher verkaufte – erwarb 1680 Viktor Jakob Freiherr von Prandegg das Gut und erbaute darauf bis etwa 1685 ein Barockschloss, das zu den schönsten der Steiermark zählte: Einen Vierflügelbau mit vier Ecktürmen, einem zusätzlichen Torturm über dem Südflügel und einem mittigen Arkadenhof mit toskanischen Säulen, umgeben von einer Wehrmauer mit vier Eckpavillons und Graben. Von Prandegg vermachte das Ganze samt den durch den Prunkbau entstandenen Schulden im Jahr 1694 seinen Töchtern, die vermählten Eva Rosina Gräfin Steinpeiss und Maria Viktoria Freiin Unverzagt. Zehn Jahre später wurde das überschuldete Anwesen an den Fürsten Ferdinand von Schwarzenberg verkauft.
Nachdem das Areal zeitweilig als Hotelpension und anlässlich des Ersten Weltkriegs als Lazarett genutzt worden war, zerstörte am 28. August 1915 ein bei Sanierungsarbeiten entstandener Brand das Schloss und seine bedeutenden Kunstschätze so sehr, dass die Eigentümer (bis heute die Familie Schwarzenberg) eine Wiederherstellung nicht mehr in Betracht zogen.
Erhalten blieben die vier Gartenpavillons an den Ecken der Umfassungsmauer und einige Nebengebäude. Sie werden inzwischen in bescheidenem Umfang genutzt: Heimo Wallner und die Künstlervereinigung HOTELPUPIK veranstalten in den Räumlichkeiten des ehemaligen Verwalterhauses der Schwarzenberg’schen Meierei allsommerlich internationale Künstlerbegegnungen, was für die betreffenden Gebäude auch Restaurierungsarbeiten ermöglichte.

## Trivia
Berühmte Gäste:
- Kaiser Joseph II. (1760 und 1782)
- Prinz Karl Alexander von Lothringen (1765)
- Erzherzogin Maria Karolina von Österreich (1788)
- Napoléon Bonaparte nutzte das Schloss als Hauptquartier mit 300 Mann Equipage (3.–7. April 1797)
- Marschall Suwarow mit 1400 Mann (1799)